# Ira C. Eaker

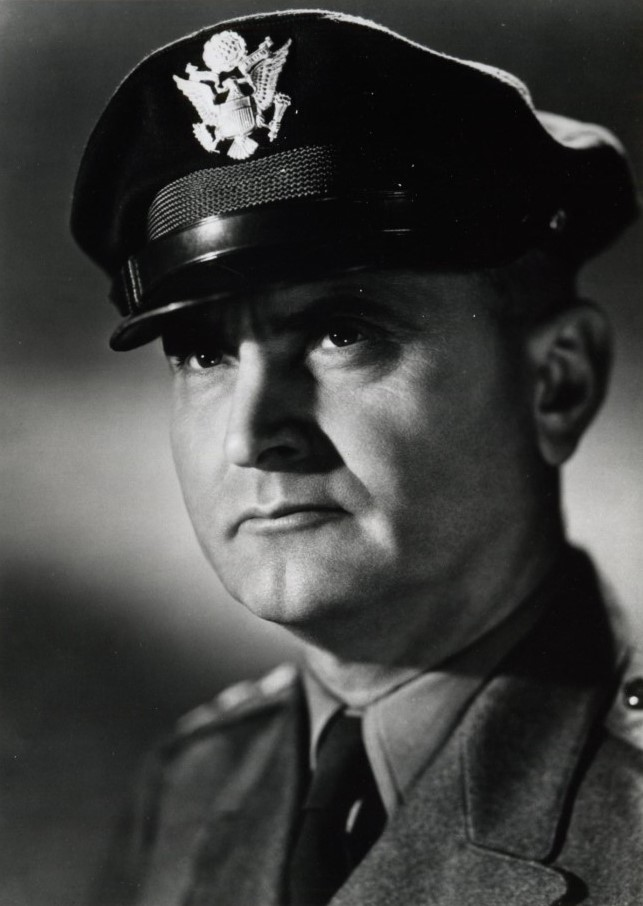
Ira C. Eaker

Ira Clarence Eaker (* 13. April 1896 in Field Creek, Texas; † 6. August 1987 in Andrews AFB) war ein General der United States Air Force, am bekanntesten als Oberbefehlshaber der Eighth Air Force im Zweiten Weltkrieg.

## Leben
Eaker wurde im ländlichen Texas als Sohn eines Farmers geboren. Er besuchte das Southeastern State Teachers College in Durant, Oklahoma, bevor er 1917 in die US-Armee eintrat. In dieser wurde er als 2nd Lieutenant dem Officer's Reserve Corps zugeteilt. Er diente zunächst bei der 64th Infantry in El Paso und absolvierte ab März 1918 ein Flugtraining auf Austin Field und Kelly Field in Texas. Nach Abschluss seiner Pilotenausbildung wurde er nach Rockwell Field in Kalifornien versetzt, wo er erstmals seine späteren Vorgesetzten Henry H. Arnold und Carl A. Spaatz traf. Von 1919 bis 1921 diente er auf den Philippinen (damals eine halbautonome Kolonie der USA) und wurde während dieser Zeit aus der Armee zum Army Air Service transferiert.
Nach seiner Rückkehr in die USA befehligte er die 5th Aero Squadron auf Mitchel Field, New York und wurde dort später Adjutant des Kommandanten. Im Sommer 1924 wurde er Assistent im Büro des Air Service in Washington D.C. und im September 1926 Operationsoffizier auf Bolling Field. 1926/27 nahm er am Pan American Goodwill Flight durch Südamerika teil, der über eine Strecke von 22.000 Meilen führte, und wurde hierfür mit der Mackay Trophy ausgezeichnet. Im Januar 1929 stellte er mit Carl Spaatz und anderen mit der Question Mark einen neuen Dauerflugrekord von mehr als 150 Stunden auf, der durch Luftbetankung ermöglicht wurde. Des Weiteren nahm er 1930 am ersten Transatlantikflug mit Luftbetankung teil.
Im Oktober 1934 wurde Eaker nach March Field, Kalifornien, versetzt, wo er die 34th Pursuit Squadron und später die 17th Pursuit Squadron befehligte. Im Sommer 1935 nahm er an Manövern an Bord des Flugzeugträgers Lexington bei Guam und Hawaii teil. Im Anschluss begann er ein einjähriges Studium an der Air Corps Tactical School auf Maxwell Field, Alabama, wonach er den einjährigen Kurs am Command and General Staff School in Fort Leavenworth (Kansas) besuchte. Danach wurde er Assistent des Chefs der Information Division in Büro des Chefs des Air Corps in Washington D.C. Im November 1940 erhielt er den Befehl über die 20th Pursuit Group auf Hamilton Field, Kalifornien.
Nach dem Kriegseintritt der USA erhielt Eaker im Januar 1942 den Auftrag, das VIII Bomber Command der 8th Air Force aufzustellen, das für den Einsatz in Europa vorgesehen war. Dessen Hauptquartier wurde im Februar in England aufgeschlagen. Eaker, mittlerweile Brigadegeneral, befehligte die ersten Einsätze des VIII Bomber Command über Europa teilweise persönlich, bevor er im Dezember 1942 als Nachfolger von Spaatz Oberbefehlshaber der 8th Air Force wurde. Im Januar 1944 wurde er zum Oberbefehlshaber der Mediterranean Allied Air Forces ernannt, die aus der 12th and 15th U.S. Air Force sowie der britischen Desert Air Force und Balkan Air Force bestand.
Am 30. April 1945 wurde Eaker schließlich zum stellvertretenden Oberbefehlshaber der Army Air Forces und Chef des Luftstabs ernannt. Am 31. August 1947 schied er aus dem Dienst und wurde 1948 auf der retired list zum Lieutenant General befördert. 1985 wurde er durch einen Akt des US-Kongresses nachträglich noch zum Viersternegeneral befördert. Der damalige Stabschef der US Air Force Charles A. Gabriel überreichte ihm den Stern am 26. April 1985.
Eaker ist mit Henry Arnold Co-Autor dreier Bücher über die Luftkriegsführung. Er ist auf dem Nationalfriedhof Arlington begraben.

## Auszeichnungen
Auswahl der Dekorationen, sortiert in Anlehnung der Order of Precedence of Military Awards:
- Army Distinguished Service Medal (3 ×)
- Navy Distinguished Service Medal
- Air Force Distinguished Service Medal
- Silver Star
- Legion of Merit
- Distinguished Flying Cross (2 ×)
- Air Medal
- Kommandeur des argentinischen Ordens des Befreiers San Martin
- Großoffizier des brasilianischen Ordens vom Kreuz des Südens
- Großoffizier der französischen Ehrenlegion
- Französisches Croix de guerre mit Palme
- Knight Kommander of the Order of the Order of the Bath
- Knight Kommander of the Order of the British Empire
- Italienischen Ritterorden der hl. Mauritius und Lazarus
- Offizier des Ordens der Sonne von Peru
- Sowjetischer Kutusoworden 1. Klasse
- Congressional Gold Medal (1978)